# La possessió d'Agnes
La possessió d'Agnes (títol original en anglès, Agnes) és una pel·lícula de drama de terror estatunidenca del 2021 dirigida per Mickey Reece i protagonitzada per Hayley McFarland com a personatge principal. S'ha doblat i subtitulat al català.
El rodatge es va produir a Oklahoma i es va acabar el febrer de 2020.
La pel·lícula es va estrenar al Festival de Cinema de Tribeca el 12 de juny de 2021. El setembre de 2021, es va anunciar que Magnet Releasing n'havia adquirit els drets de distribució a l'Amèrica del Nord. El film es va estrenar als cinemes i a la carta el 10 de desembre de 2021.